# Alexandre de Damas
Alexandre de Damas (18 octobre 1755 à Brenat - 15 janvier 1841 à Fontainebleau) est un militaire et royaliste français.

## Biographie

### Avant la Révolution
Alexandre de Damas naît au château de Trédieu, près d'Issoire en 1755. Il est issu de issu de la branche d'Auvergne des Damas, et il est le fils d’Antoine de Damas, lieutenant-colonel du régiment de Penthièvre-cavalerie, et d’Huguette Claudine de Thy de Milly. 
Sa famille est de très ancienne noblesse, comme le montrent les preuves de noblesse d'Alexandre de Damas. C’est grâce à celles-ci[réf. nécessaire] qu’il entre comme page dans la maison de la Dauphine le 1er avril 1771, puis est page du roi et qu'il reste trois ans à la cour au château de Versailles.
Alexandre de Damas tient alors rang de sous-lieutenant, sans appointements, dans le régiment d'Orléans-dragons, puis capitaine. Il passe en cette qualité dans les dragons de la Reine, revient au régiment d'Orléans-dragons. Il achète une compagnie. Il est nommé mestre de camp en second dans le régiment de Soissonnais, puis colonel commandant du régiment de Beauvaisis, le 11 novembre 1782. Il est chevalier de l’Ordre royal et militaire de Saint-Louis, en 1789. Le colonel de Damas, officier auvergnat recrute beaucoup dans sa province d’origine et parmi eux un certain Louis Charles Antoine Desaix.
Le comte Alexandre de Damas épouse le 28 avril 1783, Marie Joséphine Catherine Collet, fille de Claude Collet, conseiller honoraire du conseil supérieur au Cap Français, dans l'île de Saint-Domingue, et Elisabeth Dureau. La comtesse de Damas jouit des honneurs de la cour le 19 mai de la même année.

### L’armée des émigrés

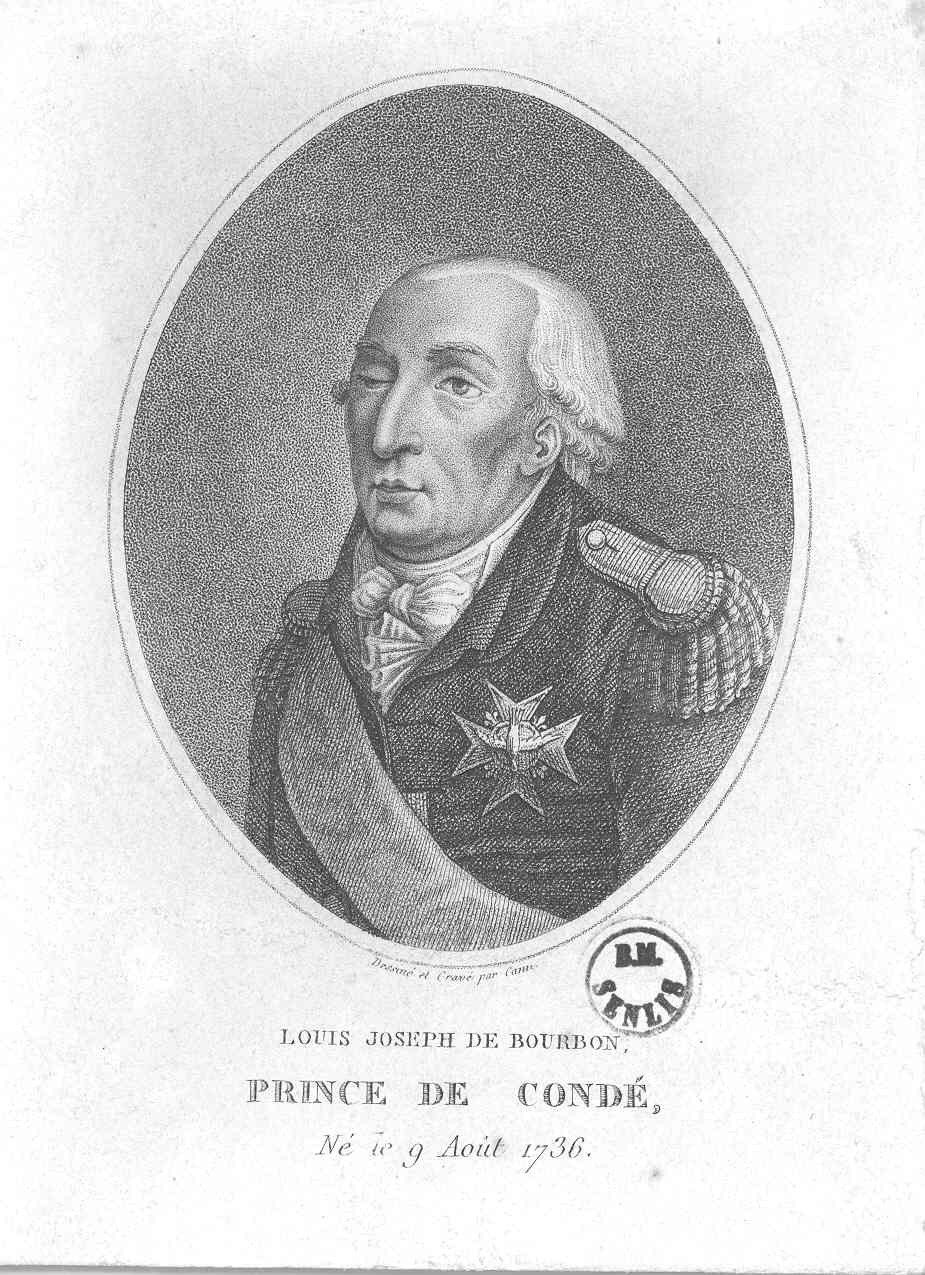
Alexandre de Damas est le premier écuyer du prince Louis V Joseph de Bourbon-Condé.

Son cousin, Ange Hyacinthe Maxence, baron de Damas, général russe et ministre pendant la Restauration, écrit que le régiment d’Alexandre de Damas se mutine et qu’en 1791, il enlève les drapeaux de ce corps insurgé et les porte à Worms au prince Louis V Joseph de Bourbon-Condé, qui le nomme son premier écuyer. Selon d’autres sources il ne démissionne que le 5 février 1792 et trente officiers du régiment de Beauvaisis suivent leur colonel.
Condé lui confie le commandement d'un régiment d'infanterie qui va être connu sous le nom de régiment Alexandre de Damas. À l'armée de Condé, on appelle aussi les soldats d'un régiment du nom de son chef. C’est un régiment de cadres, c'est-à-dire aux effectifs incomplets. Alexandre de Damas fait avec son régiment toutes les campagnes de l'émigration. Il est promu aux grades de Maréchal des camps des armées du roi, en 1795. D’ailleurs, en ce qui concerne le roi, le chevalier de Lageard, gentilhomme du duc de Berry et lui, comte Alexandre de Damas, premier écuyer du prince de Condé, partent, le 15 octobre 1795, pour aller porter au nouveau roi Louis XVIII, retiré à Vérone, les hommages et les compliments des princes, après la mort officielle de Louis XVII au Temple. 
À l’ouverture de la campagne de 1796, son régiment est composé d’un bataillon de 600 hommes et fait partie de la brigade de Salgues. Après avoir suivi l'armée en Russie, puis en Italie, Alexandre de Damas est licencié avec son régiment au quartier-général de Windisch-Feistritz, le 29 avril 1801.

### Sous la Restauration
Lieutenant-général des armées du roi, par ordonnance du 5 novembre 1814 avec rang du 22 juin précédent, Alexandre de Damas est de retour en France, en cette dernière année. Le comte de Damas est nommé au commandement de Cherbourg. Il suit, pendant les Cent-Jours, Louis XVIII à Gand, en 1815. Il est chargé de commander l'infanterie royale, c’est-à-dire les rares autres troupes restées fidèles et des volontaires que le duc de Berry réunit à Alost. Mais, il est admis à la retraite en octobre 1816. Toutefois, il est substitué comme pair de France à son parent Étienne-Charles de Damas-Crux, par ordonnance du roi Charles X du 2 janvier 1830. Alexandre de Damas est mort en 1840.
On lui doit en 1818, le transfert à Strasbourg, de la dépouille du général Kléber, alors « oubliée » au château d'If.

## Sources
- « Alexandre de Damas », dans Adolphe Robert et Gaston Cougny, Dictionnaire des parlementaires français, Edgar Bourloton, 1889-1891 [détail de l’édition]